# Маккінга
Маккінга (нід. Makkinga) — село в нідерландській провінції Фрисландія. Входить до муніципалітету Остстеллінгверф.
Його площа становить 16,59км², а населення станом на 2021 рік складало 1 020 осіб.
Перша згадка про населений пункт датується 1527 роком.

## Галерея

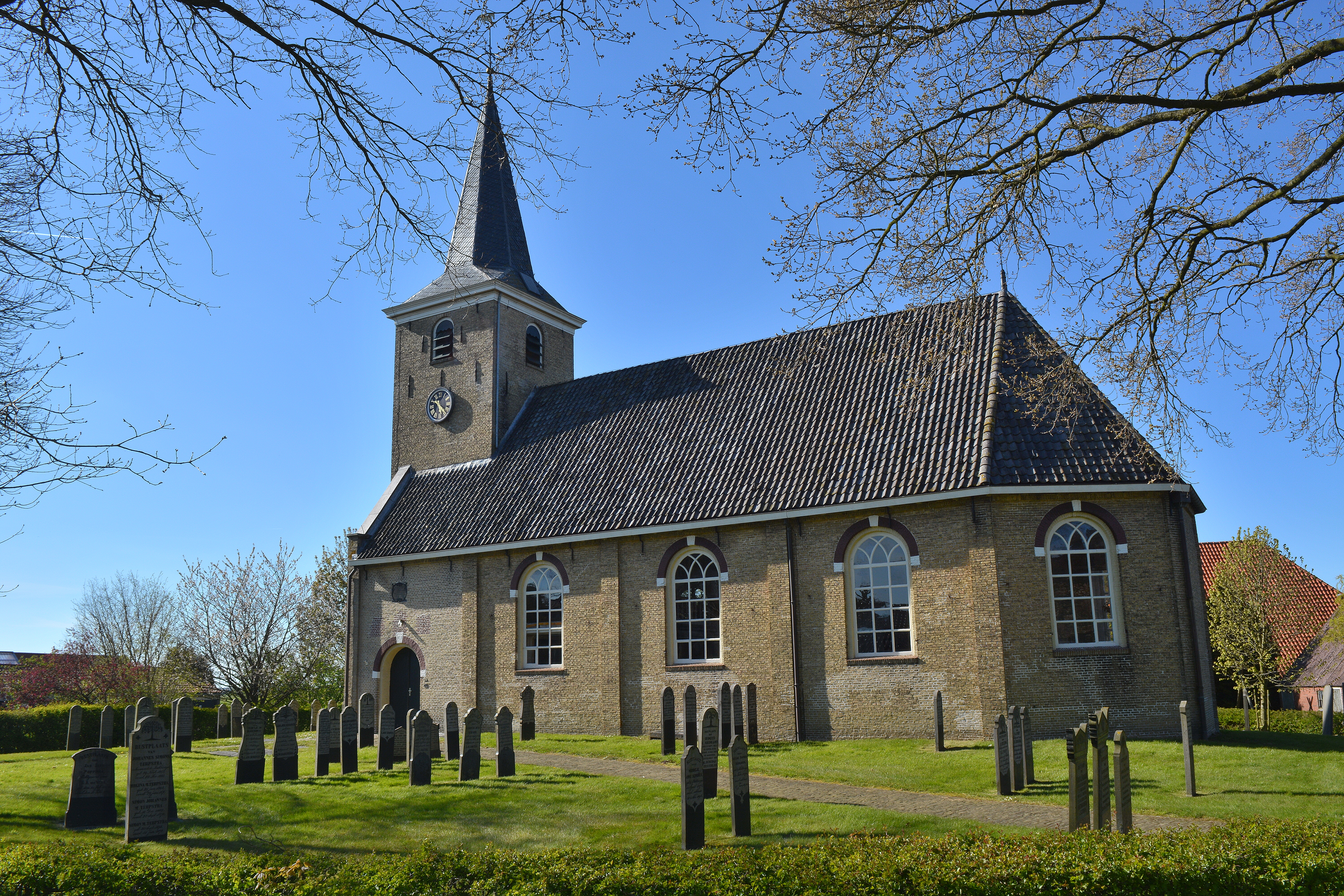
Церква у Маккінзі
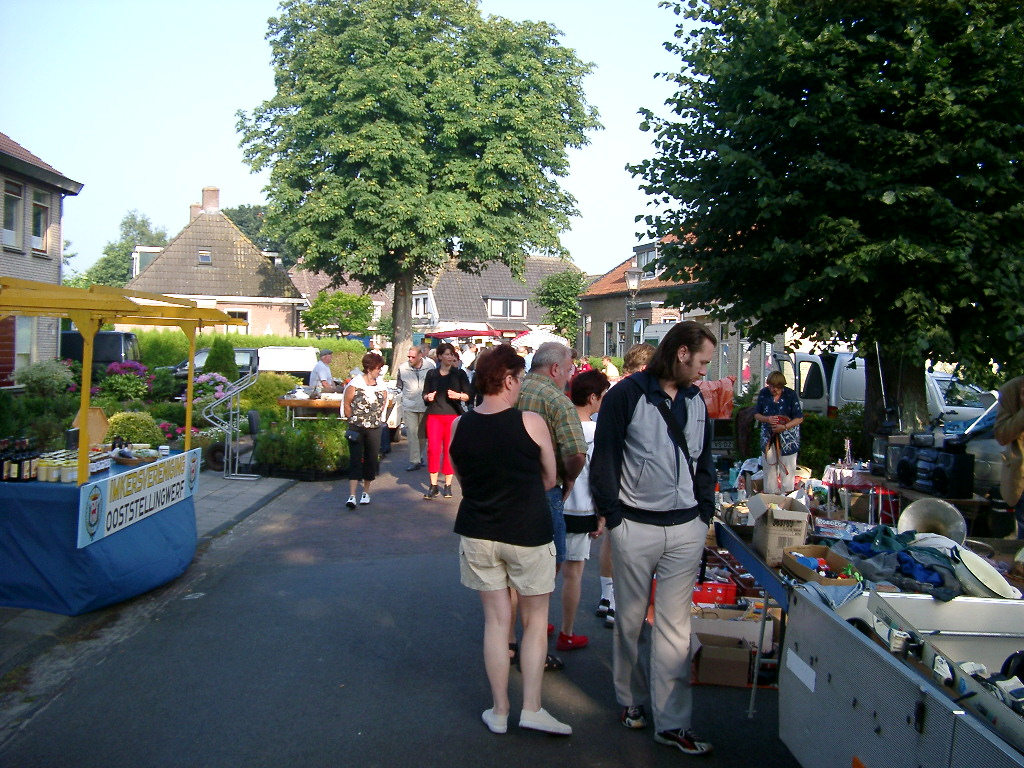
Блошиний ринок
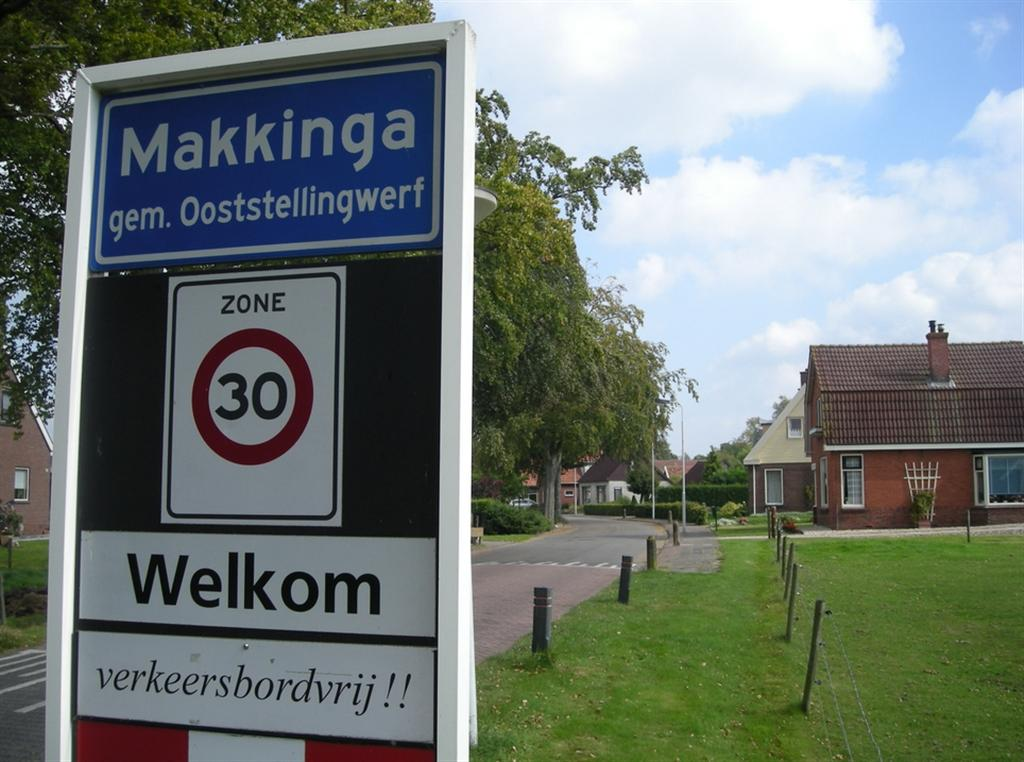
В'їзд до села